# بجوين (كورنوال)
بجوين (بالإنجليزية: Bojewyan)‏ هي قرية تقع في المملكة المتحدة في كورنوال.